# Список Героев Советского Союза (Евграфов — Емельянов)
В настоящем списке представлены в алфавитном порядке все Герои Советского Союза, чьи фамилии начинаются с букв «Е» и «Ё» (всего 237 человек, из них четверо удостоены звания дважды). Список содержит даты Указов Президиума Верховного Совета СССР о присвоении звания, информацию о роде войск, должности и воинском звании Героев на дату представления к присвоению звания Героя Советского Союза, годах их жизни.
Ударения в фамилиях Героев приведены по книге «Герои Советского Союза: Краткий биографический словарь / Пред. ред. коллегии И. Н. Шкадов. — М.: Воениздат, 1987. — Т. 1 /Абаев — Любичев/. — 911 с. — 100 000 экз. — ISBN отс., Рег. № в РКП 87-95382.».
- Персиковым цветом  в таблице выделены Герои, удостоенные звания дважды и более раз.
- Серым цветом  в таблице выделены Герои, представленные к званию посмертно.

| Навигационная таблица | Навигационная таблица             |
| --------------------- | --------------------------------- |
| «Е» и «Ё»             | Евграфов Вадим — Емельянов Борис  |
| «Е» и «Ё»             | Емельянов Василий — Ефремов Фёдор |

| № п/п | Фамилия Имя Отчество                                                | Дата Указа            | Род войск    | Должность | Звание                            | Годы жизни                                | БС ГС НЛ                        |
| ----- | ------------------------------------------------------------------- | --------------------- | ------------ | --- | --------------------------------- | ----------------------------------------- | ------------------------------- |
| 1     | Евгра́фов Вадим Николаевич                                           | 19.08.1944            | авиация      | лётчик 1-го гвардейского минно-торпедного авиационного полка 8-й минно-торпедной авиационной дивизии ВВС Балтийского флота | гвардии лейтенант                 | 17.12.1922 — 20.08.1944                   | [ БС 1 ] [ ГС 1 ] [ НЛ 1 ]      |
| 2     | Евгра́фов Садофий Петрович                                           | 24.03.1945            | артиллерия   | командир 1310-го лёгкого артиллерийского полка 66-й лёгкой артиллерийской бригады 21-й артиллерийской дивизии прорыва РГК в составе 6-й гвардейской армии 1-го Прибалтийского фронта | подполковник                      | 02.10.1913 — 05.10.1944                   | [ БС 1 ] [ ГС 2 ] [ НЛ 2 ]      |
| 3     | Евдоки́мов Александр Николаевич                                      | 24.03.1945            | комиссар     | заместитель по политической части командира батальона 170-го гвардейского стрелкового полка 57-й гвардейской стрелковой дивизии 4-го гвардейского стрелкового корпуса 8-й гвардейской армии 1-го Белорусского фронта | гвардии лейтенант                 | 28.11.1906 — 10.11.1990                   | [ БС 1 ] [ ГС 3 ] [ НЛ 3 ]      |
| 4     | Евдоки́мов Алексей Петрович                                          | 15.01.1944            | пехота       | командир пулемётного расчёта 467-го стрелкового полка 81-й стрелковой дивизии 61-й армии Центрального фронта | младший сержант                   | 08.02.1925 — 06.10.1943                   | [ БС 1 ] [ ГС 4 ] [ НЛ 4 ]      |
| 5     | Евдоки́мов Виктор Васильевич                                         | 19.08.1944            | авиация      | командир эскадрильи 6-го гвардейского авиационного полка 6-й гвардейской авиационной дивизии 1-го гвардейского авиационного корпуса Авиации дальнего действия | гвардии майор                     | 27.08.1911 — 20.09.1945                   | [ БС 1 ] [ ГС 5 ] [ НЛ 5 ]      |
| 6     | Евдоки́мов Владимир Тимофеевич                                       | 24.03.1945            | пехота       | командир роты 294-го стрелкового полка 184-й стрелковой дивизии 5-й армии 3-го Белорусского фронта | старший лейтенант                 | 14.08.1923 — 23.01.2017                   | [ БС 2 ] [ ГС 6 ] [ НЛ 6 ]      |
| 7     | Евдоки́мов Григорий Петрович                                         | 18.08.1945            | авиация      | штурман эскадрильи 449-го бомбардировочного авиационного полка 244-й бомбардировочной авиационной дивизии 17-й воздушной армии 3-го Украинского фронта | капитан                           | 02.09.1919 — 16.12.2014                   | [ БС 3 ] [ ГС 7 ] [ НЛ 7 ]      |
| 8     | Евдоше́нко Василий Михайлович                                        | 10.01.1944            | инженер      | сапёр 392-го отдельного сапёрного батальона 232-й стрелковой дивизии 38-й армии Воронежского фронта | красноармеец                      | 17.03.1924 — 16.07.2003                   | [ БС 3 ] [ ГС 8 ] [ НЛ 8 ]      |
| 9     | Еви́шев Григорий Лукьянович                                          | 10.01.1944            | пехота       | командир орудия истребительно-противотанковой батареи 529-го стрелкового полка 163-й стрелковой дивизии 38-й армии Воронежского фронта | сержант                           | 17.11.1912 — 27.03.1976                   | [ БС 3 ] [ ГС 9 ] [ НЛ 9 ]      |
| 10    | Евла́нов Василий Алексеевич                                          | 27.06.1945            | пехота       | командир взвода 119-й отдельной разведывательной роты 128-й стрелковой дивизии 21-й армии 1-го Украинского фронта | старший сержант                   | 1912 — 23.03.1971                         | [ БС 3 ] [ ГС 10 ] [ НЛ 10 ]    |
| 11    | Евла́шев Иван Петрович                                               | 22.02.1944            | пехота       | помощник командира взвода 276-го гвардейского стрелкового полка 92-й гвардейской стрелковой дивизии 37-й армии Степного фронта | гвардии сержант                   | 1922 — 01.10.1943                         | [ БС 3 ] [ ГС 11 ] [ НЛ 11 ]    |
| 12    | Евпло́в Иван Гаврилович                                              | 31.05.1945            | пехота       | командир батальона 988-го стрелкового полка 230-й стрелковой дивизии 5-й ударной армии 1-го Белорусского фронта | майор                             | 16.05.1920 — 19.05.2015                   | [ БС 3 ] [ ГС 12 ] [ НЛ 12 ]    |
| 13    | Евсе́вьев Иван Иванович                                              | 28.10.1937            | авиация      | командир отряда 1-й эскадрильи истребителей И-16 ВВС Испанской республики | старший лейтенант                 | 18.10.1910 — 30.12.1991                   | ——                              |
| 14    | Евсе́ев Александр Александрович                                      | 29.06.1945            | артиллерия   | старший разведчик взвода управления дивизиона 12-го миномётного полка 43-й миномётной бригады 3-й гвардейской артиллерийской дивизии 5-го артиллерийского корпуса прорыва РГК в составе 43-й армии 3-го Белорусского фронта | старший сержант                   | 16.09.1926 — 13.04.1945                   | [ БС 4 ] [ ГС 14 ] [ НЛ 13 ]    |
| 15    | Евсе́ев Гаврил Петрович чув. Евсеев Гаврил Петрович                  | 31.05.1945            | артиллерия   | командир дивизиона 547-го армейского миномётного полка 61-й армии 1-го Белорусского фронта | майор                             | 15.07.1914 — 15.05.1973                   | [ БС 5 ] [ ГС 15 ] [ НЛ 14 ]    |
| 16    | Евсе́ев Евгений Архипович                                            | 08.02.1943            | авиация      | лётчик 629-го истребительного авиационного полка 102-й истребительной авиационной дивизии Сталинградского корпусного района ПВО | лейтенант                         | 19.02.1919 — 25.08.1997                   | [ БС 5 ] [ ГС 16 ] [ НЛ 15 ]    |
| 17    | Евсе́ев Николай Иванович                                             | 18.12.1956            | танкист      | командир танкового батальона 71-го танкового полка 33-й гвардейской механизированной дивизии Отдельной механизированной армии | гвардии майор                     | 06.12.1922 — 20.02.1999                   | ——                              |
| 18    | Евсе́енко Владимир Романович бел. Яўсеенка Уладзімір Раманавіч       | 24.03.1945            | танкист      | механик-водитель танка 21-й гвардейской танковой бригады 5-го гвардейского танкового корпуса 6-й танковой армии 2-го Украинского фронта | гвардии старший сержант           | 22.11.1922 — 31.10.1978                   | [ БС 5 ] [ ГС 18 ] [ НЛ 16 ]    |
| 19    | Евста́фьев Георгий Алексеевич                                        | 01.11.1943            | пехота       | командир 102-й отдельной разведывательной роты 152-й стрелковой дивизии 46-й армии 3-го Украинского фронта | старший лейтенант                 | 06.04.1924 — 03.06.1975                   | [ БС 5 ] [ ГС 19 ] [ НЛ 17 ]    |
| 20    | Евста́фьев Николай Александрович                                     | 24.03.1945            | связисты     | линейный надсмотрщик 1064-й отдельной кабельно-шестовой роты 46-й армии 2-го Украинского фронта | младший сержант                   | 01.04.1925 — 20.06.1965                   | [ БС 5 ] [ ГС 20 ] [ НЛ 18 ]    |
| 21    | Евста́хов Николай Александрович                                      | 31.05.1945            | артиллерия   | командир орудия 1170-го лёгкого артиллерийского полка 197-й лёгкой артиллерийской бригады 1-й гвардейской танковой армии 1-го Белорусского фронта | сержант                           | 21.05.1921 — 22.03.1946                   | [ БС 5 ] [ ГС 21 ] [ НЛ 19 ]    |
| 22    | Евстигне́ев Александр Дмитриевич                                     | 24.03.1945            | пехота       | командир отделения 1230-го стрелкового полка 370-й стрелковой дивизии 69-й армии 1-го Белорусского фронта | младший сержант                   | 05.12.1925 — 24.05.1962                   | [ БС 6 ] [ ГС 22 ] [ НЛ 20 ]    |
| 23    | Евстигне́ев Александр Семёнович                                      | 10.04.1945            | пехота       | стрелок 1085-го стрелкового полка 322-й стрелковой дивизии 60-й армии 1-го Украинского фронта | красноармеец                      | 09.09.1894 — 20.01.1945                   | [ БС 7 ] [ ГС 23 ] [ НЛ 21 ]    |
| 24    | Евстигне́ев Алексей Алексеевич                                       | 24.05.1944            | артиллерия   | командир орудия 576-го артиллерийского полка 167-й стрелковой дивизии 40-й армии 1-го Украинского фронта | ефрейтор                          | 13.03.1919 — 25.01.1944                   | [ БС 7 ] [ ГС 24 ] [ НЛ 22 ]    |
| 25    | Евстигне́ев Иван Степанович                                          | 15.01.1944            | пехота       | командир 29-го гвардейского стрелкового полка 12-й гвардейской стрелковой дивизии 61-й армии Центрального фронта | гвардии полковник                 | 20.01.1913 — 04.05.1986                   | [ БС 7 ] [ ГС 25 ] [ НЛ 23 ]    |
| 26    | Евстигне́ев Кирилл Алексеевич                                        | 02.08.1944 23.02.1945 | авиация      | командир эскадрильи 240-го истребительного авиационного полка 302-й истребительной авиационной дивизии 4-го истребительного авиационного корпуса 5-й воздушной армии 2-го Украинского фронта командир эскадрильи 178-го гвардейского истребительного авиационного полка 14-й гвардейской истребительной авиационной дивизии 3-го гвардейского истребительного авиационного корпуса 5-й воздушной армии 2-го Украинского фронта | старший лейтенант гвардии капитан | 17.02.1917 — 29.08.1996                   | [ БС 7 ] [ ГС 26 ] [ НЛ 24 ]    |
| 27    | Евстра́тов Николай Александрович                                     | 21.03.1940            | танкист      | танковый техник 90-го танкового батальона 20-й танковой бригады 7-й армии Северо-Западного фронта | младший воентехник                | 16.12.1912 — 15.09.1991                   | [ БС 7 ] [ ГС 27 ] [ НЛ 25 ]    |
| 28    | Евсюко́в Николай Андреевич                                           | 01.07.1944            | авиация      | командир эскадрильи 66-го штурмового авиационного полка 266-й штурмовой авиационной дивизии 1-го штурмового авиационного корпуса 5-й воздушной армии 2-го Украинского фронта | старший лейтенант                 | 14.05.1921 — 08.03.1945                   | [ БС 7 ] [ ГС 28 ] [ НЛ 26 ]    |
| 29    | Евсюко́в Николай Павлович                                            | 24.03.1945            | пехота       | командир роты мотострелкового батальона 6-й гвардейской механизированной бригады 2-го гвардейского механизированного корпуса 46-й армии 2-го Украинского фронта | гвардии старший лейтенант         | 19.12.1914 — 03.11.1944                   | [ БС 7 ] [ ГС 29 ] [ НЛ 27 ]    |
| 30    | Евте́ев Иван Алексеевич                                              | 20.04.1945            | морской флот | бронебойщик 384-го отдельного батальона морской пехоты Одесской военно-морской базы Черноморского флота | краснофлотец                      | 1918 — 27.03.1944                         | [ БС 8 ] [ ГС 30 ] [ НЛ 28 ]    |
| 31    | Евте́ев Михаил Иванович                                              | 28.09.1943            | авиация      | командир эскадрильи 11-го гвардейского истребительного авиационного полка 7-го истребительного авиационного корпуса Ленинградской армии ПВО | гвардии капитан                   | 11.11.1920 — 21.07.1971                   | [ БС 9 ] [ ГС 31 ] [ НЛ 29 ]    |
| 32    | Евтуше́нко Александр Семёнович                                       | 29.06.1945            | инженер      | сапёр 2-го гвардейского отдельного штурмового инженерно-сапёрного батальона 1-й гвардейской штурмовой инженерно-сапёрной бригады РГК в составе 70-й армии 2-го Белорусского фронта | гвардии красноармеец              | 21.11.1912 — 06.07.1987                   | [ БС 9 ] [ ГС 32 ] [ НЛ 30 ]    |
| 33    | Евтуше́нко Никифор Тимофеевич укр. Євтушенко Никифор Тимофійович     | 19.08.1944            | авиация      | штурман эскадрильи 99-го гвардейского отдельного разведывательного авиационного полка 15-й воздушной армии 2-го Прибалтийского фронта | гвардии капитан                   | 07.02.1917 — 05.09.2002                   | [ БС 9 ] [ ГС 33 ] [ НЛ 31 ]    |
| 34    | Егиазаря́н Татевос Аршакович арм. Եղիազարյան Թադևոս                  | 24.03.1945            | пехота       | заместитель по строевой части командира 233-го гвардейского стрелкового полка 81-й гвардейской стрелковой дивизии 7-й гвардейской армии 2-го Украинского фронта | гвардии подполковник              | 01.05.1905 — 26.10.1944                   | [ БС 9 ] [ ГС 34 ] [ НЛ 32 ]    |
| 35    | Египко́ Николай Павлович укр. Єгипко Микола Павлович                 | 22.02.1939            | морской флот | командир подводной лодки «С-2» Военно-морского флота республиканской Испании | капитан 2-го ранга                | 09.11.1903 — 06.07.1985                   | ——                              |
| 36    | Его́ров Александр Иванович                                           | 19.04.1945            | инженер      | командир отделения 51-го гвардейского отдельного сапёрного батальона 13-го гвардейского стрелкового корпуса 43-й армии 3-го Белорусского фронта | гвардии старший сержант           | 1905 — 06.10.1968                         | [ БС 10 ] [ ГС 36 ] [ НЛ 33 ]   |
| 37    | Его́ров Александр Петрович                                           | 25.08.1944            | артиллерия   | командир истребительно-противотанковой артиллерийской батареи 20-й мотострелковой бригады 25-го танкового корпуса 13-й армии 1-го Украинского фронта | старший лейтенант                 | 16.05.1910 — 21.12.1943                   | [ БС 11 ] [ ГС 37 ] [ НЛ 34 ]   |
| 38    | Его́ров Алексей Александрович                                        | 27.06.1945            | авиация      | штурман 212-го гвардейского истребительного авиационного полка 22-й гвардейской истребительной авиационной дивизии 6-го гвардейского истребительного авиационного корпуса 2-й воздушной армии 1-го Украинского фронта | гвардии капитан                   | 28.05.1918 — 25.09.1951                   | [ БС 11 ] [ ГС 38 ] [ НЛ 35 ]   |
| 39    | Его́ров Алексей Григорьевич                                          | 31.05.1945            | артиллерия   | командир батареи 22-го армейского истребительно-противотанкового артиллерийского полка 69-й армии 1-го Белорусского фронта | капитан                           | 30.03.1919 — 22.08.2000                   | [ БС 11 ] [ ГС 39 ] [ НЛ 36 ]   |
| 40    | Его́ров Алексей Михайлович                                           | 10.04.1945            | инженер      | дивизионный инженер 139-й стрелковой дивизии 50-й армии 2-го Белорусского фронта | подполковник                      | 03.03.1912 — 07.07.1995                   | [ БС 11 ] [ ГС 40 ] [ НЛ 37 ]   |
| 41    | Его́ров Алексей Семёнович                                            | 02.05.1945            | партизан     | активный участник партизанской борьбы в Чехословакии, командир 1-й чехословацкой партизанской бригады | —                                 | 22.11.1914 — 15.04.1970                   | [ БС 11 ] [ ГС 41 ] [ НЛ 38 ]   |
| 42    | Его́ров Борис Борисович                                              | 19.10.1964            | космонавт    | врач-космонавт космического корабля «Восход-1» | —                                 | 26.11.1937 — 12.09.1994                   | ——                              |
| 43    | Его́ров Василий Васильевич                                           | 29.06.1945            | авиация      | командир звена 21-го истребительного авиационного полка 259-й истребительной авиационной дивизии 3-й воздушной армии 3-го Белорусского фронта | старший лейтенант                 | 05.05.1923 — 28.09.1964                   | [ БС 11 ] [ ГС 43 ] [ НЛ 39 ]   |
| 44    | Его́ров Василий Мартынович                                           | 16.05.1944            | пехота       | наводчик противотанкового ружья 696-го стрелкового полка 383-й стрелковой дивизии Отдельной Приморской армии | сержант                           | 1920 — 13.01.1944                         | [ БС 12 ] [ ГС 44 ] [ НЛ 40 ]   |
| 45    | Его́ров Василий Михайлович                                           | 15.05.1946            | авиация      | штурман эскадрильи 92-го гвардейского штурмового авиационного полка 4-й гвардейской штурмовой авиационной дивизии 5-го штурмового авиационного корпуса 5-й воздушной армии 2-го Украинского фронта | гвардии старший лейтенант         | 02.02.1921 — 29.07.1988                   | [ БС 13 ] [ ГС 45 ] [ НЛ 41 ]   |
| 46    | Его́ров Вениамин Николаевич (Пешкин Вениамин Трифонович)             | 03.06.1944            | пехота       | командир роты 615-го стрелкового полка 167-й стрелковой дивизии 38-й армии 1-го Украинского фронта | капитан                           | 14.09.1923 — 03.11.1943                   | [ БС 13 ] [ ГС 46 ] [ НЛ 42 ]   |
| 47    | Его́ров Владимир Васильевич                                          | 02.04.1944            | партизан     | активный участник партизанской борьбы в Ленинградской области, командир 4-го партизанского полка 5-й Ленинградской партизанской бригады | —                                 | 31.12.1923 — 08.04.1981                   | [ БС 13 ] [ ГС 47 ] [ НЛ 43 ]   |
| 48    | Его́ров Гаврил Иосифович                                             | 03.06.1944            | пехота       | пулемётчик разведывательной роты 7-й гвардейской механизированной бригады 3-го гвардейского механизированного корпуса 47-й армии Воронежского фронта | гвардии сержант                   | 1918 — 1948                               | [ БС 13 ] [ ГС 48 ] [ НЛ 44 ]   |
| 49    | Его́ров Георгий Михайлович                                           | 27.10.1978            | морской флот | начальник Главного штаба Военно-Морского флота СССР, первый заместитель Главнокомандующего Военно-Морским флотом СССР | адмирал флота                     | 30.10.1918 — 09.02.2008                   | ——                              |
| 50    | Его́ров Иван Егорович                                                | 21.03.1940            | артиллерия   | командир орудия 229-го противотанкового дивизиона 123-й стрелковой дивизии 7-й армии Северо-Западного фронта | отделённый командир               | 1907 — 01.03.1943                         | [ БС 13 ] [ ГС 50 ] [ НЛ 45 ]   |
| 51    | Его́ров Иван Клавдиевич                                              | 31.05.1945            | артиллерия   | командир 303-го гвардейского зенитного артиллерийского полка 2-й гвардейской зенитной артиллерийской дивизии РГК в составе 5-й ударной армии 1-го Белорусского фронта | гвардии подполковник              | 04.01.1908 — 12.10.1973                   | [ БС 13 ] [ ГС 51 ] [ НЛ 46 ]   |
| 52    | Его́ров Илья Егорович                                                | 16.10.1943            | пехота       | командир взвода 25-го гвардейского стрелкового полка 6-й гвардейской стрелковой дивизии 13-й армии Центрального фронта | гвардии младший лейтенант         | 1924 — 03.03.1945                         | [ БС 14 ] [ ГС 52 ] [ НЛ 47 ]   |
| 53    | Его́ров Константин Александрович                                     | 21.03.1940            | танкист      | командир танкового взвода 95-го танкового батальона 20-й танковой бригады 7-й армии Северо-Западного фронта | младший лейтенант                 | 17.08.1912 — 01.02.1940                   | [ БС 15 ] [ ГС 53 ] [ НЛ 48 ]   |
| 54    | Его́ров Михаил Алексеевич                                            | 08.05.1946            | пехота       | разведчик 756-го стрелкового полка 150-й стрелковой дивизии 3-й ударной армии 1-го Белорусского фронта | сержант                           | 05.05.1923 — 20.06.1975                   | [ БС 15 ] [ ГС 54 ] [ НЛ 49 ]   |
| 55    | Его́ров Михаил Анисимович                                            | 10.04.1945            | пехота       | командир взвода 340-го гвардейского стрелкового полка 121-й гвардейской стрелковой дивизии 13-й армии 1-го Украинского фронта | гвардии старший лейтенант         | 13.01.1905 — 27.01.1945                   | [ БС 15 ] [ ГС 55 ] [ НЛ 50 ]   |
| 56    | Его́ров Михаил Артёмович                                             | 13.09.1944            | пехота       | помощник командира взвода пешей разведки 861-го стрелкового полка 294-й стрелковой дивизии 52-й армии 2-го Украинского фронта | старший сержант                   | 1916 — 19.06.1964                         | [ БС 15 ] [ ГС 56 ] [ НЛ 51 ]   |
| 57    | Его́ров Михаил Иванович                                              | 21.03.1940            | комиссар     | политрук танковой роты 22-й лёгкой танковой бригады 7-й армии Северо-Западного фронта | младший политрук                  | 1916 — 12.03.1940                         | [ БС 15 ] [ ГС 57 ] [ НЛ 52 ]   |
| 58    | Его́ров Николай Сергеевич                                            | 15.05.1946            | авиация      | командир эскадрильи 150-го гвардейского истребительного авиационного полка 13-й гвардейской истребительной авиационной дивизии 3-го гвардейского истребительного авиационного корпуса 5-й воздушной армии 2-го Украинского фронта | гвардии старший лейтенант         | 28.11.1921 — 01.12.1995                   | [ БС 15 ] [ ГС 58 ] [ НЛ 53 ]   |
| 59    | Его́ров Павел Васильевич                                             | 26.10.1944            | авиация      | штурман 62-го штурмового авиационного полка 233-й штурмовой авиационной дивизии 1-й воздушной армии 3-го Белорусского фронта | капитан                           | 29.06.1914 — 09.03.1989                   | [ БС 15 ] [ ГС 59 ] [ НЛ 54 ]   |
| 60    | Его́ров Павел Иванович                                               | 26.10.1943            | артиллерия   | командир орудия 158-го гвардейского артиллерийского полка 78-й гвардейской стрелковой дивизии 7-й гвардейской армии Степного фронта | гвардии старший сержант           | 29.06.1913 — 26.12.1996                   | [ БС 16 ] [ ГС 60 ] [ НЛ 55 ]   |
| 61    | Его́ров Пётр Васильевич                                              | 10.04.1945            | танкист      | механик-водитель танка Т-34 53-й гвардейской танковой бригады 6-го гвардейского танкового корпуса 3-й гвардейской танковой армии 1-го Украинского фронта | гвардии старший сержант           | 23.12.1922 — 07.07.2001                   | [ БС 17 ] [ ГС 61 ] [ НЛ 56 ]   |
| 62    | Его́ров Сергей Андреевич                                             | 21.03.1940            | комиссар     | военный комиссар 27-го стрелкового полка 7-й стрелковой дивизии 7-й армии Северо-Западного фронта | батальонный комиссар              | 13.09.1899 — июль 1941 (пропал без вести) | [ БС 17 ] [ ГС 62 ] [ НЛ 57 ]   |
| 63    | Его́ров Сергей Владимирович                                          | 10.01.1944            | инженер      | командир понтонной роты 134-го отдельного моторизованного понтонно-мостового батальона 6-й понтонно-мостовой бригады РГК в составе 40-й армии 1-го Украинского фронта | старший лейтенант                 | 1917 — 08.08.1944                         | [ БС 17 ] [ ГС 63 ] [ НЛ 58 ]   |
| 64    | Его́ров Спиридон Михайлович укр. Єгоров Спиридон Михайлович          | 07.04.1940            | пехота       | командир роты 69-го стрелкового полка 97-й стрелковой дивизии 13-й армии Северо-Западного фронта | лейтенант                         | 12.12.1908 — 11.12.1999                   | ——                              |
| 65    | Его́ров Тимофей Семёнович                                            | 24.12.1943            | артиллерия   | командир батареи 439-го истребительно-противотанкового артиллерийского полка 1-й истребительно-противотанковой артиллерийской бригады РГК в составе 61-й армии Центрального фронта | старший лейтенант                 | 10.06.1920 — 30.11.1961                   | [ БС 17 ] [ ГС 65 ] [ НЛ 59 ]   |
| 66    | Егоро́вич Владимир Алексеевич укр. Єгорович Володимир Олексійович    | 15.05.1946            | авиация      | командир эскадрильи 402-го истребительного авиационного полка 265-й истребительной авиационной дивизии 3-го истребительного авиационного корпуса 16-й воздушной армии 1-го Белорусского фронта | капитан                           | 19.05.1919 — 27.04.1953                   | [ БС 17 ] [ ГС 66 ] [ НЛ 60 ]   |
| 67    | Егу́бченко Василий Кириллович                                        | 24.03.1945            | танкист      | командир взвода танков Т-34 202-го танкового батальона 89-й танковой бригады 1-го танкового корпуса 2-й гвардейской армии 1-го Прибалтийского фронта | лейтенант                         | 20.09.1923 — 12.10.1944                   | [ БС 18 ] [ ГС 67 ] [ НЛ 61 ]   |
| 68    | Е́делев Пётр Васильевич                                              | 15.01.1944            | кавалерия    | номер расчёта противотанкового ружья 7-го гвардейского истребительно-противотанкового дивизиона 7-го гвардейского кавалерийского корпуса 61-й армии Центрального фронта | гвардии красноармеец              | 09.06.1909 — 23.03.1973                   | [ БС 19 ] [ ГС 68 ] [ НЛ 62 ]   |
| 69    | Еде́мский Александр Корнилович                                       | 10.04.1945            | инженер      | командир роты 56-го отдельного инженерно-сапёрного батальона 62-й инженерно-сапёрной бригады 6-й армии 1-го Украинского фронта | старший лейтенант                 | 24.06.1923 — 04.10.1971                   | [ БС 19 ] [ ГС 69 ] [ НЛ 63 ]   |
| 70    | Е́дкин Виктор Дмитриевич укр. Єдкін Віктор Дмитрович                 | 18.08.1945            | авиация      | штурман 72-го гвардейского истребительного авиационного полка 5-й гвардейской истребительной авиационной дивизии 11-го истребительного авиационного корпуса 3-й воздушной армии 1-го Прибалтийского фронта | гвардии майор                     | 21.06.1917 — 17.05.1993                   | [ БС 19 ] [ ГС 70 ] [ НЛ 64 ]   |
| 71    | Едо́мин Михаил Михайлович                                            | 24.12.1943            | артиллерия   | наводчик орудия 330-го гвардейского истребительно-противотанкового артиллерийского полка 9-й гвардейской истребительно-противотанковой артиллерийской бригады 1-го Украинского фронта | гвардии младший сержант           | 18.09.1911 — 14.10.1993                   | [ БС 19 ] [ ГС 71 ] [ НЛ 65 ]   |
| 72    | Едуно́в Иван Григорьевич                                             | 17.10.1943            | пехота       | разведчик взвода пешей разведки 212-го гвардейского стрелкового полка 75-й гвардейской стрелковой дивизии 60-й армии Центрального фронта | гвардии красноармеец              | 21.01.1924 — 05.12.1988                   | [ БС 19 ] [ ГС 72 ] [ НЛ 66 ]   |
| 73    | Едуно́в Пётр Петрович                                                | 20.12.1943            | пехота       | командир взвода автоматчиков мотострелкового батальона 19-й механизированной бригады 1-го механизированного корпуса 37-й армии Степного фронта | старший сержант                   | 1919 — 08.07.1944                         | [ БС 20 ] [ ГС 73 ] [ НЛ 67 ]   |
| 74    | Ежко́в Валентин Фёдорович                                            | 19.03.1944            | пехота       | командир роты противотанковых ружей 13-го гвардейского стрелкового полка 3-й гвардейской стрелковой дивизии 2-й гвардейской армии Южного фронта | гвардии старший лейтенант         | 27.05.1922 — 19.08.1943                   | [ БС 21 ] [ ГС 74 ] [ НЛ 68 ]   |
| 75    | Ежко́в Иван Степанович                                               | 24.03.1945            | пехота       | помощник командира стрелкового взвода 563-го стрелкового полка 153-й стрелковой дивизии 49-й армии 2-го Белорусского фронта | сержант                           | 15.05.1923 — 25.06.1944                   | [ БС 21 ] [ ГС 75 ] [ НЛ 69 ]   |
| 76    | Ежко́в Фёдор Андреевич                                               | 28.04.1945            | комиссар     | парторг батальона 645-го стрелкового полка 202-й стрелковой дивизии 27-й армии 2-го Украинского фронта | лейтенант                         | 24.06.1921 — 09.11.1981                   | [ БС 21 ] [ ГС 76 ] [ НЛ 70 ]   |
| 77    | Ежо́в Евгений Михайлович                                             | 26.10.1944            | авиация      | заместитель командира и штурман эскадрильи 43-го гвардейского штурмового авиационного полка 230-й штурмовой авиационной дивизии 4-й воздушной армии 2-го Белорусского фронта | гвардии старший лейтенант         | 29.10.1918 — 16.08.1989                   | [ БС 21 ] [ ГС 77 ] [ НЛ 71 ]   |
| 78    | Ежо́в Константин Андреевич                                           | 13.09.1944            | комиссар     | заместитель по политической части командира 681-го стрелкового полка 133-й стрелковой дивизии 40-й армии 2-го Украинского фронта | майор                             | 16.03.1917 — 28.09.1993                   | [ БС 21 ] [ ГС 78 ] [ НЛ 72 ]   |
| 79    | Ежо́в Николай Герасимович                                            | 29.06.1945            | артиллерия   | командир орудия 571-го артиллерийского полка 154-й стрелковой дивизии 2-й гвардейской армии 3-го Белорусского фронта | сержант                           | 04.01.1922 — 01.03.1945                   | [ БС 21 ] [ ГС 79 ] [ НЛ 73 ]   |
| 80    | Ежо́в Николай Константинович                                         | 21.03.1940            | танкист      | командир танка 15-го отдельного танкового батальона 13-й лёгкой танковой бригады 7-й армии Северо-Западного фронта | старшина                          | 28.12.1916 — 22.02.1940                   | [ БС 21 ] [ ГС 80 ] [ НЛ 74 ]   |
| 81    | Езе́рский Дмитрий Сергеевич                                          | 29.06.1945            | авиация      | командир корабля Си-47 транспортной эскадрильи Авиационной группы особого назначения | старший лейтенант                 | 28.02.1917 — 22.01.2014                   | [ БС 22 ] [ ГС 81 ] [ НЛ 75 ]   |
| 82    | Еки́мов Василий Григорьевич                                          | 24.03.1945            | танкист      | механик-водитель танка Т-34 3-й танковой бригады 23-го танкового корпуса 2-го Украинского фронта | сержант                           | 01.01.1924 — 01.10.1985                   | [ БС 23 ] [ ГС 82 ] [ НЛ 76 ]   |
| 83    | Еки́мов Григорий Андреевич                                           | 21.07.1944            | пехота       | помощник командира взвода 536-го стрелкового полка 114-й стрелковой дивизии 7-й армии Карельского фронта | старший сержант                   | 1909 — 17.07.1944                         | [ БС 23 ] [ ГС 83 ] [ НЛ 77 ]   |
| 84    | Ела́гин Александр Николаевич                                         | 15.05.1946            | артиллерия   | командир самоходной артиллерийской установки СУ-85 251-го гвардейского самоходного артиллерийского полка 2-го гвардейского механизированного корпуса 46-й армии 2-го Украинского фронта | гвардии лейтенант                 | 13.07.1922 — 31.01.1992                   | [ БС 23 ] [ ГС 84 ] [ НЛ 78 ]   |
| 85    | Ела́гин Сергей Иванович                                              | 24.03.1945            | пехота       | командир отделения 1376-го стрелкового полка 417-й стрелковой дивизии 51-й армии 4-го Украинского фронта | младший сержант                   | 1903 — 02.05.1949                         | [ БС 23 ] [ ГС 85 ] [ НЛ 79 ]   |
| 86    | Елги́н Андрей Николаевич (Ёлгин Андрей Николаевич)                   | 20.03.1945            | пехота       | командир отделения роты автоматчиков 611-го стрелкового полка 88-й стрелковой дивизии 31-й армии 3-го Белорусского фронта | старший сержант                   | 04.09.1899 — 04.11.1944                   | [ БС 23 ] [ ГС 86 ] [ НЛ 80 ]   |
| 87    | Е́лдышев Анатолий Алексеевич                                         | 09.10.1943            | авиация      | лётчик 910-го истребительного авиационного полка 101-й истребительной авиационной дивизии Воронежско-Борисоглебского дивизионного района ПВО | лейтенант                         | 20.04.1922 — 19.12.1943                   | [ БС 23 ] [ ГС 87 ] [ НЛ 81 ]   |
| 88    | Е́лдышев Анатолий Петрович                                           | 18.08.1945            | авиация      | командир эскадрильи 995-го штурмового авиационного полка 306-й штурмовой авиационной дивизии 10-го штурмового авиационного корпуса 17-й воздушной армии 3-го Украинского фронта | капитан                           | 04.11.1922 — 1992                         | [ БС 23 ] [ ГС 88 ] [ НЛ 82 ]   |
| 89    | Еле́йников Степан Ефимович бел. Ялейнікаў Стафан Яфімавіч            | 07.04.1940            | пехота       | помощник начальника штаба по разведке 101-го стрелкового полка 4-й стрелковой дивизии 13-й армии Северо-Западного фронта | лейтенант                         | 1907 — 26.01.1940                         | [ БС 23 ] [ ГС 89 ] [ НЛ 83 ]   |
| 90    | Еле́син Михаил Васильевич                                            | 29.10.1943            | пехота       | командир отделения 42-го стрелкового полка 180-й стрелковой дивизии 38-й армии Воронежского фронта | младший сержант                   | 1918 — 10.06.1952                         | [ БС 24 ] [ ГС 90 ] [ НЛ 84 ]   |
| 91    | Елеу́сов Жанбек Акатович каз. Елеуісов Жәнібек Ақатұлы               | 16.10.1943            | пехота       | пулемётчик 25-го гвардейского стрелкового полка 6-й гвардейской стрелковой дивизии 60-й армии Центрального фронта | гвардии красноармеец              | 20.06.1925 — 21.04.1996                   | [ БС 25 ] [ ГС 91 ] [ НЛ 85 ]   |
| 92    | Еле́цких Гавриил Никифорович                                         | 01.07.1944            | авиация      | штурман эскадрильи 8-го отдельного разведывательного авиационного полка 8-й воздушной армии 4-го Украинского фронта | капитан                           | 08.04.1919 — 30.10.2003                   | [ БС 25 ] [ ГС 92 ] [ НЛ 86 ]   |
| 93    | Елиза́ров Алексей Андреевич                                          | 22.01.1944            | морской флот | командир мотобота № 17 дивизиона десантных мотоботов Новороссийской военно-морской базы Черноморского флота | старшина 2-й статьи               | 30.03.1922 — 04.07.1950                   | ——                              |
| 94    | Елиза́ров Виктор Васильевич                                          | 13.09.1944            | пехота       | стрелок мотострелкового батальона 2-й механизированной бригады 5-го механизированного корпуса 6-й танковой армии 2-го Украинского фронта | красноармеец                      | 1909 — 22.06.1978                         | [ БС 25 ] [ ГС 94 ] [ НЛ 87 ]   |
| 95    | Елиза́ров Сергей Михайлович                                          | 29.06.1945            | авиация      | командир звена 9-го гвардейского истребительного авиационного полка 303-й истребительной авиационной дивизии 1-й воздушной армии 3-го Белорусского фронта | гвардии старший лейтенант         | 18.07.1922 — 23.04.1958                   | [ БС 25 ] [ ГС 95 ] [ НЛ 88 ]   |
| 96    | Елисе́ев Александр Николаевич                                        | 21.03.1940            | артиллерия   | командир взвода противотанковых орудий 284-го мотострелкового полка 86-й мотострелковой дивизии 7-й армии Северо-Западного фронта | лейтенант                         | 1913 — 14.08.1943                         | [ БС 25 ] [ ГС 96 ] [ НЛ 89 ]   |
| 97    | Елисе́ев Алексей Станиславович                                       | 22.01.1969 22.10.1969 | космонавт    | бортинженер космических кораблей «Союз-4» — «Союз-5» бортинженер космического корабля «Союз-8» | —                                 | род. 13.07.1934                           | ——                              |
| 98    | Елисе́ев Андрей Яковлевич                                            | 10.01.1944            | комиссар     | заместитель по политической части командира батальона 836-го стрелкового полка 240-й стрелковой дивизии 50-го стрелкового корпуса 40-й армии 1-го Украинского фронта | капитан                           | 19.09.1909 — 15.04.1967                   | [ БС 26 ] [ ГС 98 ] [ НЛ 90 ]   |
| 99    | Елисе́ев Геннадий Николаевич                                         | 14.12.1973            | авиация      | заместитель командира эскадрильи 982-го истребительного авиационного полка 34-й воздушной армии Закавказского военного округа | капитан                           | 26.12.1937 — 28.11.1973                   | ——                              |
| 100   | Елисе́ев Григорий Семёнович                                          | 19.03.1944            | пехота       | заместитель по политической части командира батальона 178-го гвардейского стрелкового полка 60-й гвардейской стрелковой дивизии 12-й армии 3-го Украинского фронта | гвардии капитан                   | 14.10.1918 — 23.06.2000                   | [ БС 26 ] [ ГС 100 ] [ НЛ 91 ]  |
| 101   | Елисе́ев Михаил Григорьевич                                          | 19.06.1943            | артиллерия   | командир орудия противотанковой батареи 106-й танковой бригады 12-го танкового корпуса 3-й танковой армии Воронежского фронта | младший сержант                   | 07.11.1899 — 17.01.1943                   | [ БС 26 ] [ ГС 101 ] [ НЛ 92 ]  |
| 102   | Елисе́ев Николай Трофимович                                          | 27.06.1945            | авиация      | штурман 142-го гвардейского штурмового авиационного полка 8-й гвардейской штурмовой авиационной дивизии 1-го гвардейского штурмового авиационного корпуса 2-й воздушной армии 1-го Украинского фронта | гвардии майор                     | 23.12.1911 — 23.02.1967                   | [ БС 26 ] [ ГС 102 ] [ НЛ 93 ]  |
| 103   | Елисе́ев Федот Васильевич                                            | 16.10.1943            | пехота       | командир батальона 205-го гвардейского стрелкового полка 70-й гвардейской стрелковой дивизии 13-й армии Центрального фронта | гвардии капитан                   | 01.03.1915 — 21.05.2004                   | [ БС 26 ] [ ГС 103 ] [ НЛ 94 ]  |
| 104   | Ели́сов Павел Александрович                                          | 24.03.1945            | пехота       | командир взвода автоматчиков 105-го стрелкового полка 77-й стрелковой дивизии 51-й армии 4-го Украинского фронта | лейтенант                         | 31.10.1923 — 07.06.1987                   | [ БС 27 ] [ ГС 104 ] [ НЛ 95 ]  |
| 105   | Елистра́тов Сергей Алексеевич                                        | 30.10.1943            | пехота       | командир отделения разведки 20-й отдельной разведывательной роты 69-й стрелковой дивизии 65-й армии Центрального фронта | сержант                           | 24.12.1923 — 14.09.1947                   | [ БС 28 ] [ ГС 105 ] [ НЛ 96 ]  |
| 106   | Ёлкин Василий Дмитриевич                                            | 24.12.1943            | артиллерия   | командир батареи 869-го истребительно-противотанкового артиллерийского полка РГК в составе 52-й армии Воронежского фронта | капитан                           | 05.06.1918 — 16.01.2001                   | [ БС 28 ] [ ГС 106 ] [ НЛ 97 ]  |
| 107   | Ёлкин Иван Сергеевич                                                | 24.03.1945            | пехота       | командир взвода 266-го гвардейского стрелкового полка 88-й гвардейской стрелковой дивизии 8-й гвардейской армии 1-го Белорусского фронта | гвардии лейтенант                 | 22.03.1924 — 03.04.1991                   | [ БС 28 ] [ ГС 107 ] [ НЛ 98 ]  |
| 108   | Ело́хин Агей Александрович                                           | 10.02.1942            | авиация      | командир эскадрильи 69-го истребительного авиационного полка ВВС Приморской армии Южного фронта | старший лейтенант                 | 16.12.1912 — 23.06.1942                   | [ БС 28 ] [ ГС 108 ] [ НЛ 99 ]  |
| 109   | Е́лькин Валентин Иванович                                            | 22.07.1944            | авиация      | командир звена 908-го истребительного авиационного полка 141-й истребительной авиационной дивизии Южного фронта ПВО | младший лейтенант                 | 21.09.1923 — 08.06.1944                   | [ БС 28 ] [ ГС 109 ] [ НЛ 100 ] |
| 110   | Е́лькин Леонид Ильич                                                 | 22.01.1944            | авиация      | командир эскадрильи 118-го отдельного разведывательного авиационного полка ВВС Северного флота | капитан                           | 06.03.1916 — 29.02.1944                   | [ БС 28 ] [ ГС 110 ] [ НЛ 101 ] |
| 111   | Ельцо́в Иван Семёнович                                               | 24.03.1945            | пехота       | командир роты 16-го батальона морской пехоты 83-й морской стрелковой бригады 46-й армии 3-го Украинского фронта | капитан                           | 1910 — 29.12.1944                         | [ БС 28 ] [ ГС 111 ] [ НЛ 102 ] |
| 112   | Елю́тин Василий Павлович                                             | 21.07.1944            | пехота       | снайпер 296-го гвардейского стрелкового полка 98-й гвардейской стрелковой дивизии 7-й армии Карельского фронта | гвардии старший сержант           | 16.06.1924 — 06.10.1984                   | [ БС 29 ] [ ГС 112 ] [ НЛ 103 ] |
| 113   | Еля́н Эдуард Ваганович арм. Յոլյան Էդուարդ                           | 26.04.1971            | авиация      | лётчик-испытатель ОКБ А. Н. Туполева | полковник                         | 20.08.1926 — 06.04.2009                   | ——                              |
| 114   | Ема́нов Алексей Иванович                                             | 10.04.1945            | инженер      | командир отделения 8-го отдельного понтонно-мостового батальона 3-й понтонно-мостовой бригады РГК в составе 13-й армии 1-го Украинского фронта | сержант                           | 01.02.1924 — 17.04.2003                   | [ БС 30 ] [ ГС 114 ] [ НЛ 104 ] |
| 115   | Еме́лин Владимир Николаевич                                          | 29.10.1943            | пехота       | командир 836-го стрелкового полка 240-й стрелковой дивизии 38-й армии Воронежского фронта | майор                             | 15.0.1913 — 08.08.1997                    | [ БС 30 ] [ ГС 115 ] [ НЛ 105 ] |
| 116   | Емелья́ненко Анатолий Дмитриевич укр. Ємельяненко Анатолій Дмитрович | 22.01.1944            | морской флот | старшина десантного мотобота ДБ-306 дивизиона десантных мотоботов Новороссийской военно-морской базы Черноморского флота | старшина 2-й статьи               | 10.10.1918 — 11.10.1988                   | [ БС 30 ] [ ГС 116 ] [ НЛ 106 ] |
| 117   | Емелья́ненко Василий Борисович                                       | 13.04.1944            | авиация      | штурман 7-го гвардейского штурмового авиационного полка 230-й штурмовой авиационной дивизии 4-й воздушной армии Северо-Кавказского фронта | гвардии капитан                   | 16.01.1912 — 24.02.2008                   | [ БС 30 ] [ ГС 117 ] [ НЛ 107 ] |
| 118   | Емелья́нов Борис Николаевич                                          | 27.02.1945            | пехота       | командир батальона 215-го гвардейского стрелкового полка 77-й гвардейской стрелковой дивизии 69-й армии 1-го Белорусского фронта | гвардии майор                     | 08.03.1922 — 10.03.1969                   | [ БС 30 ] [ ГС 118 ] [ НЛ 108 ] |

| Навигационная таблица | Навигационная таблица             |
| --------------------- | --------------------------------- |
| «Е» и «Ё»             | Евграфов Вадим — Емельянов Борис  |
| «Е» и «Ё»             | Емельянов Василий — Ефремов Фёдор |